# 가마다 다이치
가마다 다이치(일본어: 鎌田 大地, 1996년 8월 5일 ~ )는 일본의 축구 선수로 포지션은 공격형 미드필더, 공격수이다. 현재는 잉글랜드 프리미어리그의 크리스털 팰리스 소속으로 뛰고 있다.

## 구단 경력
그는 2015년 J1리그의 사간 도스에 입단했다. 2017년 아인트라흐트 프랑크푸르트로 이적했다. 2023년까지 127경기에 출전하여, 20득점을 넣었다. 2023년 SS 라치오로 이적했다. 2024년 크리스털 팰리스 FC로 이적했다.

## 국가대표팀 경력
그는 2019년 3월 22일 콜롬비아과의 경기에서 일본 국가대표팀에 데뷔했다. 2022년 FIFA 월드컵에도 출전, 16강 진출에 기여했다.

## 통계
| 일본 | 일본 | 일본 |
| 연도 | 출전 | 득점 |
| ---- | ---- | ---- |
| 2019 | 4    | 1    |
| 2020 | 4    | 0    |
| 2021 | 8    | 3    |
| 2022 | 10   | 2    |
| 2023 | 5    | 1    |
| 2024 | 7    | 1    |
| 통산 | 38   | 8    |

## 수상

### 클럽
아인트라흐트 프랑크푸르트
- DFB-포칼 : 우승 (2017-18), 4강 (2019-20)
- UEFA 유로파리그 : 우승 (2021-22)

 크리스털 팰리스
- FA컵 : 우승 (2024-25)